# Alan Cox (acteur)
Pour les articles homonymes, voir Alan Cox et Cox.
Alan Cox, né le 6 août 1970 à Londres (Angleterre), est un acteur, producteur et réalisateur britannique. Il est le fils de l'acteur Brian Cox.
Il reste connu pour avoir incarné le futur docteur Watson à l'adolescence, lors de sa rencontre avec Sherlock Holmes, dans Le Secret de la pyramide.

## Filmographie

### Comme acteur

#### Cinéma
- 1981 : If You Go Down in the Woods Today, d'Eric Sykes : un scout
- 1985 : Le Secret de la pyramide (Young Sherlock Holmes), de Barry Levinson : John Watson
- 1995 : An Awfully Big Adventure, de Mike Newell : Geoffrey
- 1997 : Mrs Dalloway, de Marleen Gorris : Peter jeune
- 1999 : The Auteur Theory, d'Evan Oppenheimer : George Sand
- 2000 : Weight, de Deva Palmier : Henry Salmon
- 2003 : Justice, d'Evan Oppenheimer : Palm Sunday
- 2004 : Les Dames de Cornouailles (Ladies in Lavender), de Charles Dance : l'homme obséquieux
- 2008 : August, d'Austin Chick : Barton
- 2010 : Casse-Noisette en 3D (The Nutcracker in 3D), d'Andreï Kontchalovski : Gielgud (voix)
- 2011 : Act Naturally, de J.P. Riley : Cory Beck
- 2011 : The Speed of Thought, d'Evan Oppenheimer : Alexei
- 2012 : The Dictator, de Larry Charles : BP Executive
- 2018 : Say My Name (en), de Jay Stern : père Donald Davies
- 2023 : Magic Mike : Dernière danse (Magic Mike's Last Dance) de Steven Soderbergh

#### Télévision

##### Téléfilms
- 1976 : A Divorce : Jason
- 1982 : A Voyage Round My Father : le fils
- 1982 : East Lynne : William Carlyle
- 1984 : Man of Letters : Kenton
- 2000 : Cor, Blimey ! : Orsino
- 2002 : Die Wasserfälle von Slunj : Donald Clayton
- 2002 : The Dinosaur Hunters : Richard Owen
- 2004 : Not Only But Always : Alan Bennett
- 2006 : Elizabeth David: A Life in Recipes : Cuthbert
- 2006 : Housewife, 49 : Dennis
- 2009 : Margaret : Gordon Reece

##### Séries télévisées
- 1978 : La Couronne du Diable : Henry jeune
- 1979 : Penmarric : Jan-Yves jeune - épisode 1#7
- 1980 : Shoestring : John - épisode The Dangerous Game
- 1983 : Jane Eyre : John Reed enfant - épisode Gateshead
- 1990 : Casualty : Joshua - épisode Results
- 1991-2009 : The Bill : Steve Doyle / Connor / Phil Reaney - 3 épisodes
- 1992 : Screen One : Seth Bede - épisode Adam Bede
- 1992 : Spatz : Graham - épisode Poetry & Music
- 1992 : La Brigade du courage : Richard Sidwell - épisode #5.3
- 1992 : Les Aventures du jeune Indiana Jones : Dimitri - épisode Petrograd, Juillet 1917
- 1995 : Crown Prosecutor : David Ellery - épisode #1.8
- 1996 : Ellington : Tadeusz Zbinkiewicz - épisode No Holds Barred
- 1996 : Mr. Fowler, brigadier chef : Bob Tough - épisode Fly on the Wall
- 1997 : L'Odyssée : Elpener (mini-série)
- 2004 : Inspecteur Barnaby : Stephen Bannerman - épisode The Maid in Splendour
- 2007 : The Wild West : Mark Kellogg (mini-série)
- 2008 : M.I. High : David DeHaverland - épisode It's a Kind of Magic
- 2008 : John Adams : William Macklay - épisode Unite or Die
- 2013 : Lucan : Ian Maxwell-Scott (mini-série)
- 2014 : The Good Wife : Douglas - épisode Goliath and David
- 2015 : The Sonnet Project : Sonnet #30

### Comme producteur
- 2008 : Transferants (court-métrage)
- 2011 : Kozmos
- 2012 : Royal Babylon: The Criminal record of the British Monarchy (documentaire)
- 2013 : Game of Drones: The President and the Wife House Fly (documentaire)
- 2014 : War Requiem (documentaire)
- 2015 : Don't Exaggerate (documentaire)
- 2018 : Staging the Knack nd Ow to get it (court-métrage)
- 2018 : Richard Lester in Conversation

### Comme réalisateur
- 2012 : Royal Babylon : The Criminal record of the British Monarchy (co-réalisateur)